# Бон-Жардин (Пернамбуку)
Бон-Жарди́н (порт. Bom Jardim) — муниципалитет в Бразилии, входит в штат Пернамбуку. Составная часть мезорегиона Сельскохозяйственный район штата Пернамбуку. Входит в экономико-статистический микрорегион Вали-ду-Ипожука.